# Cabaret der Onbekenden
Het Cabaret der Onbekenden was een benaming die in de 20ste eeuw gebruikt werd voor talentenjachten voor zangers en andere (toneel)artiesten in Nederland.
In de jaren de jaren-'30 ontstond het verschijnsel in Amsterdam. Zo organiseerde de VARA voorjaar 1936 een serie avonden in de bioscoop Cinema Royal, waaruit de zanger Max van Praag als winnaar naar voren kwam. Later werden dergelijke wedstrijden gehouden in café Van Klaveren, op de hoek van het Frederiksplein. Onder anderen wonnen daar Johnny & Jones in 1937.
Na de oorlog werden talentenjachten georganiseerd in Loosdrecht door de winnaar van 1936, Max van Praag, samen met zijn broer Jaap, die een platenzaak had.
Vanaf de jaren 50 was de muziekindustrie sterk op zoek naar nieuwe artiesten die de jeugd konden aanspreken en de gevestigde orde konden vervangen. Talentenjachten als het Cabaret der Onbekenden werden gezien als een bruikbaar middel.
In 1959 zond de publieke omroep KRO voor het eerst rechtstreeks de finale uit van het Eindhovense Cabaret der Onbekenden, dat gehouden werd in het Carlton Hotel in Eindhoven. Het evenement was een samenwerking tussen het hotel, platenmaatschappij Phonogram, Radio Luxembourg en het tijdschrift Muziek Parade.

## Deelnemers
Enkelen van de bekendste deelnemers aan een Cabaret der Onbekenden zijn opgenomen in onderstaande tabel.
| Jaar  | Winnaar                     | Bekende (andere) deelnemers          | Locatie                           |
| ----- | --------------------------- | ------------------------------------ | --------------------------------- |
| 1936  | Toon Hermans                |                                      | Café Limburgia, Heerlen           |
| 1940? | ?                           | Maria Zamora                         | Café van Klaveren, Amsterdam      |
| 1957  | The Fouryo's                |                                      |                                   |
| 1958  | Ria Valk                    |                                      | Nachtclub “Het Uiltje”, Amsterdam |
| 1959  | Anneke Grönloh              | Peter & Zijn Rockets (tweede plaats) | Carlton Hotel, Eindhoven          |
| 1960  | The Lighttown Skiffle Group | John Lamers                          | Carlton Hotel, Eindhoven          |
| 1963  | Trea Dobbs                  |                                      | Carlton Hotel, Eindhoven          |
| 1965  | Elly Nieman                 |                                      | Carlton Hotel, Eindhoven          |
| 1966  | Armand                      |                                      |                                   |
| 1967  | Lenny Kuhr                  |                                      |                                   |
| 1968  | Saskia & Serge              |                                      | Loosdrecht                        |
| 1975  | Greetje van der Veer        |                                      | Carlton Hotel, Eindhoven          |